# Freddie Mac
La Federal Home Loan Mortgage Corporation, (FHLMC) (NYSE: FRE), que significa Corporación Federal de Préstamos Hipotecarios y es conocida como Freddie Mac, es una empresa de capital abierto, garantizada por el gobierno de los Estados Unidos (Government-sponsored enterprise o GSE), autorizada para conceder y garantizar préstamos. 
Fue creada en 1970 para expandir el mercado secundario de hipotecas en el país. En 2008 fue intervenida por la FHFA.
El nombre Freddie Mac es una creación fonética, a partir de la sigla de la empresa, lo que permite identificarla más fácilmente.